# Бабуна (річка)
Бабуна (мак. Бабуна) — річка в Македонії, права притока Вардара. Витікає з вершини Солунської Глави на горі Якубиця. Має довжину 65 км, а її басейн займає площу 612 км2. Бабуна тече на південь і південний захід від Велеса.

## Течія
Річка Бабуна витікає на південно-східному боці Мокрої Планини під вершиною Солунська Глава і протікає між гірським масивом Якубиця зліва та горою Бабуна праворуч. Від своїх джерел, на яких розташовані водоспади в районі над селом Нежилово, вона тече в південному напрямку до села Богомила. Звідси тече на південний схід до села Оморани, де повертається на північний схід до впадіння у Вардар. Бабуна має мальовничу розкішну ущелину, частково чудове русло річки, невеликі водоспади у верхній течії. Живиться водою з ряду приток. Протягом 53 км по течії у річку впадає кілька приток, найважливішими з яких є праві притоки: Брезиця, Ізворська та Войницька Река. Завдяки чистоті води в Бабуні живе багато видів риб, таких як форель, перепелиця, водоплавні птахи та річкові краби, які влітку часто ловлять. У нижній течії річка проходить через ущелину Пешті, яку влітку відвідують багато плавців.

## Галерея

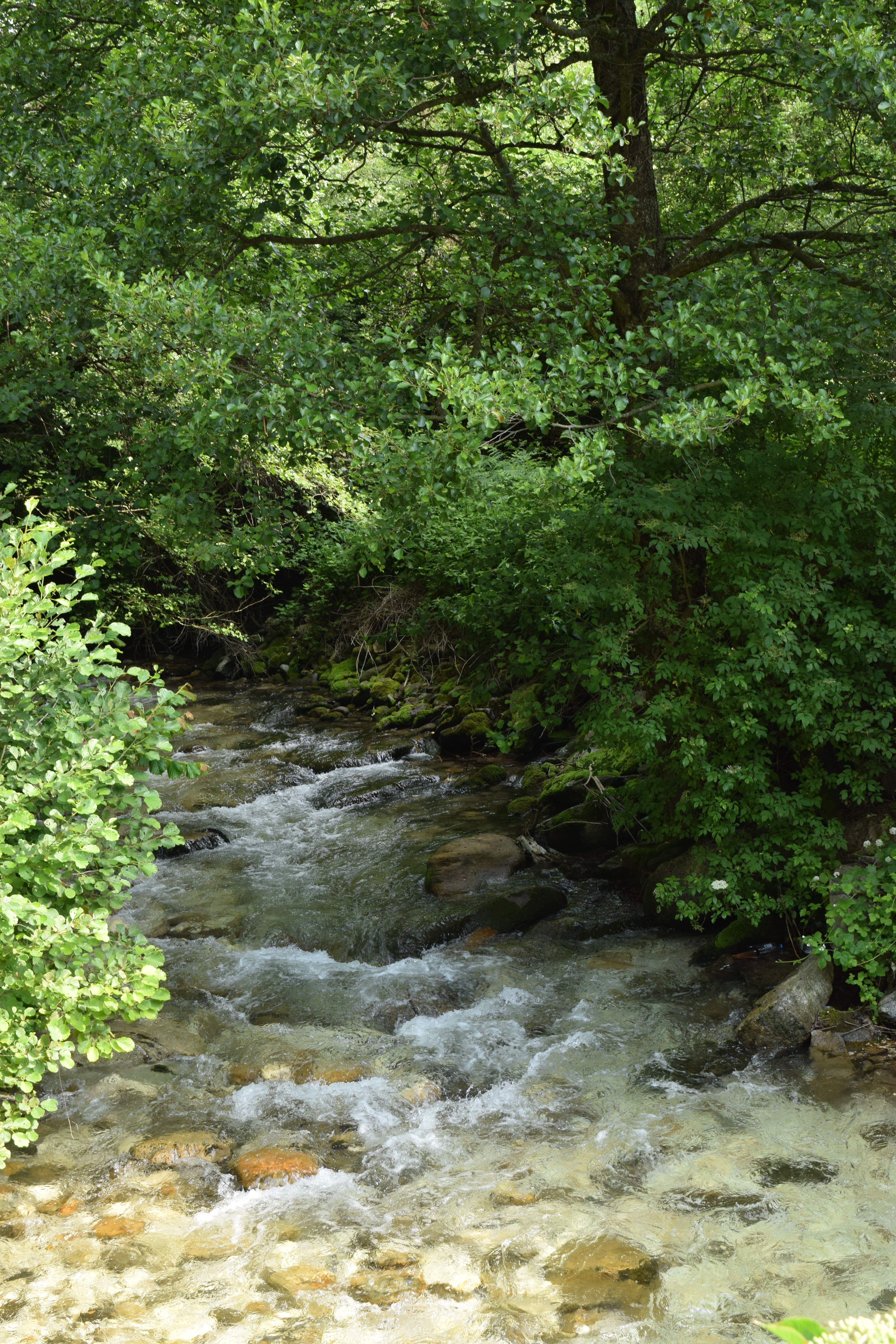
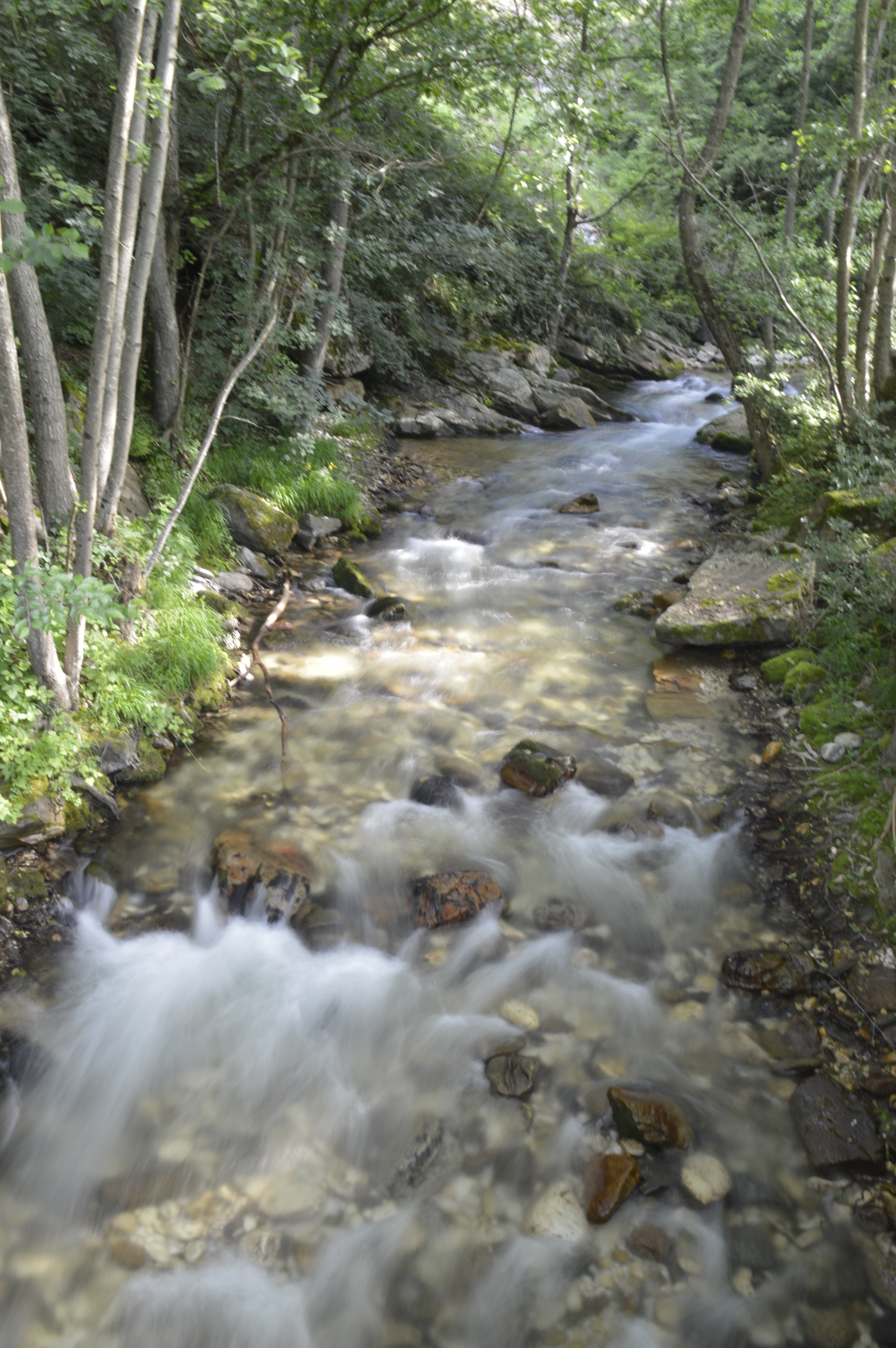
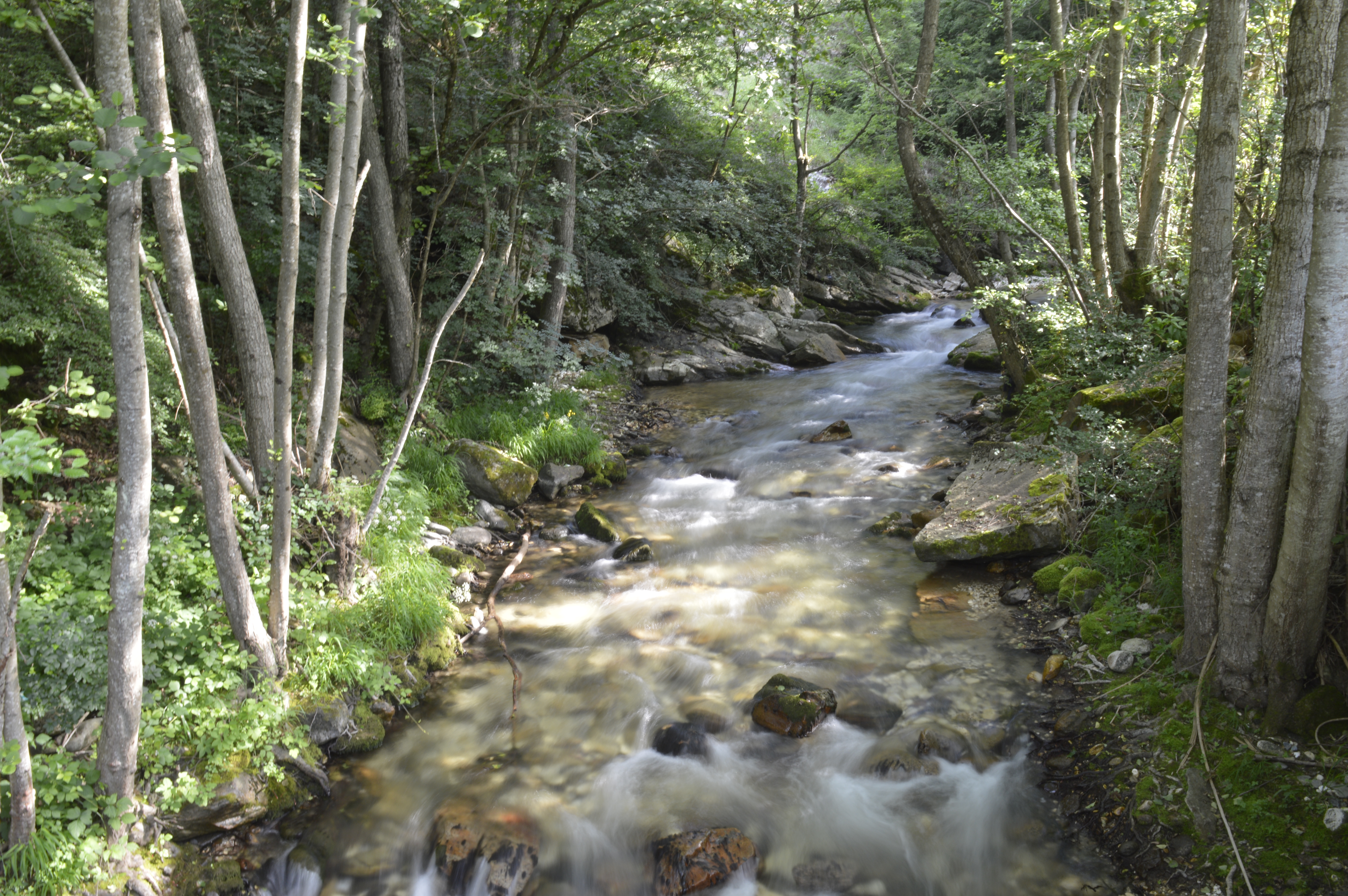
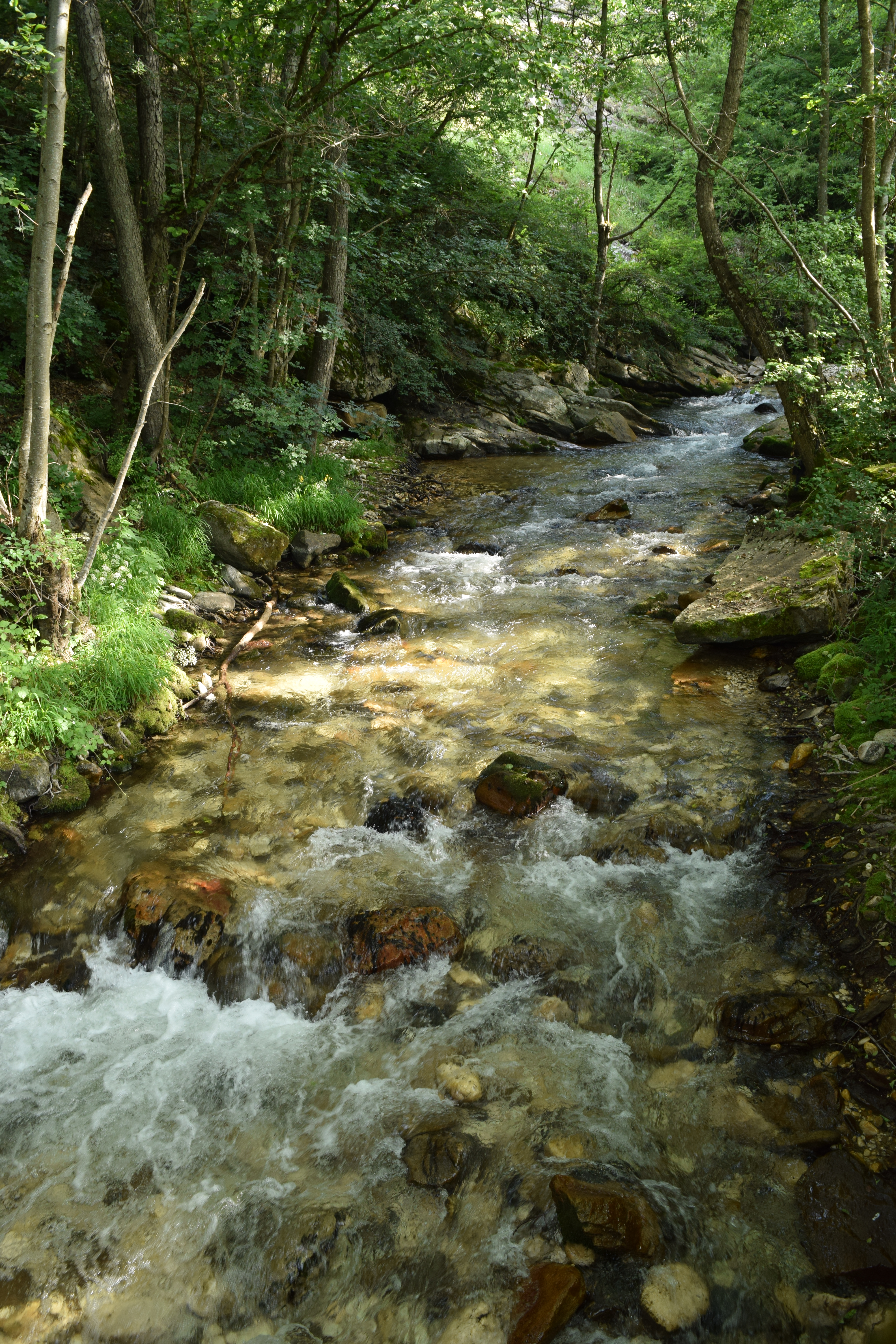
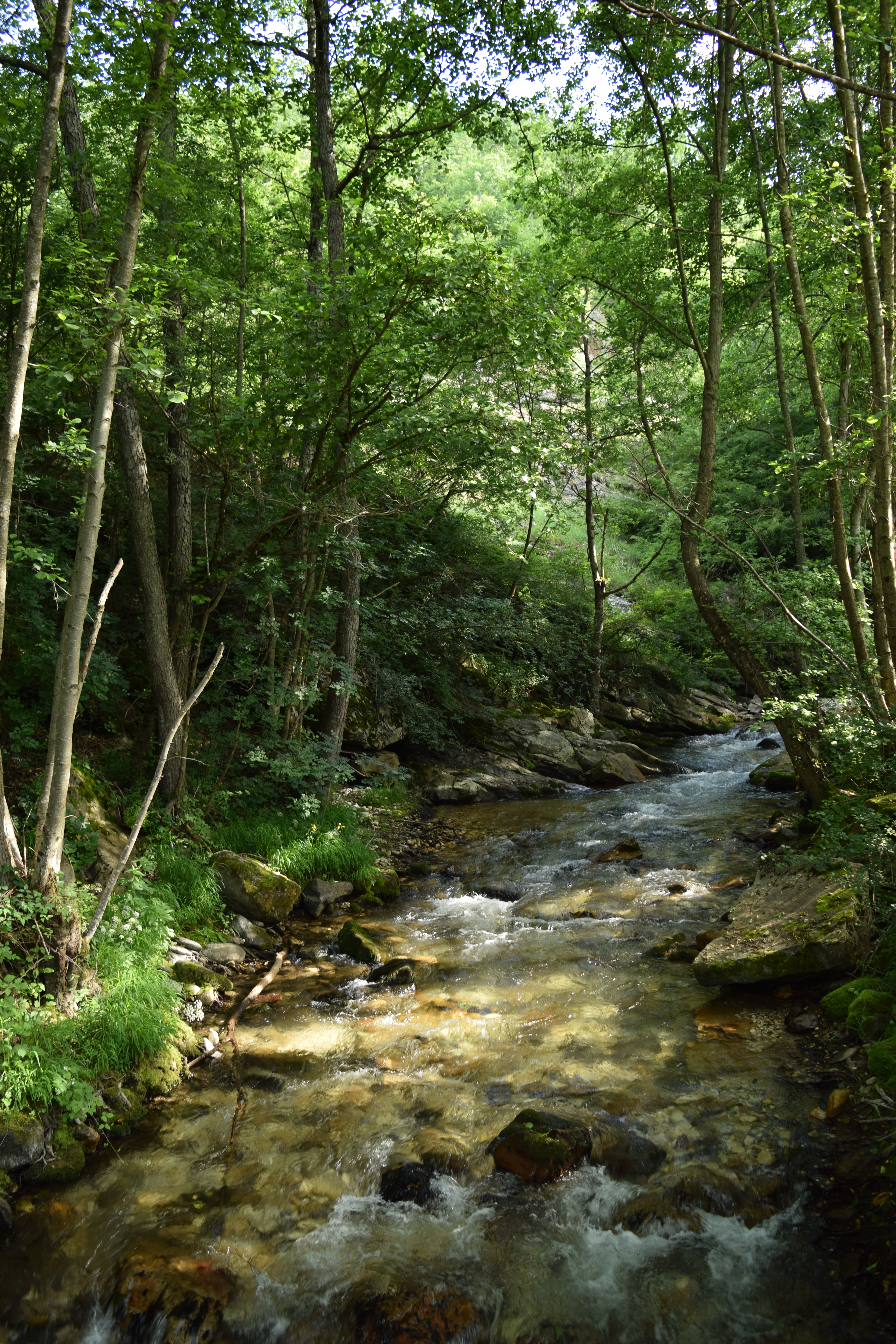
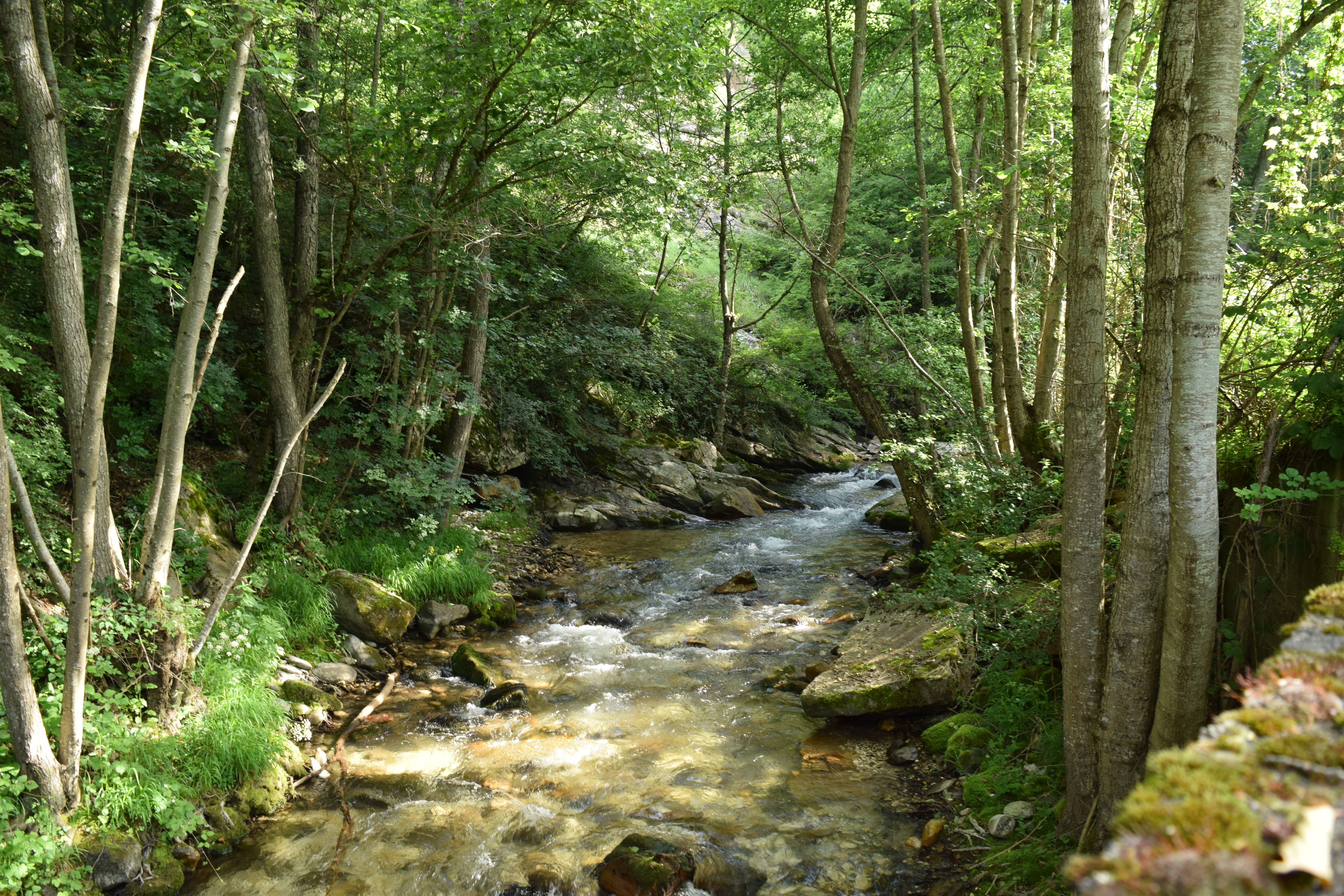
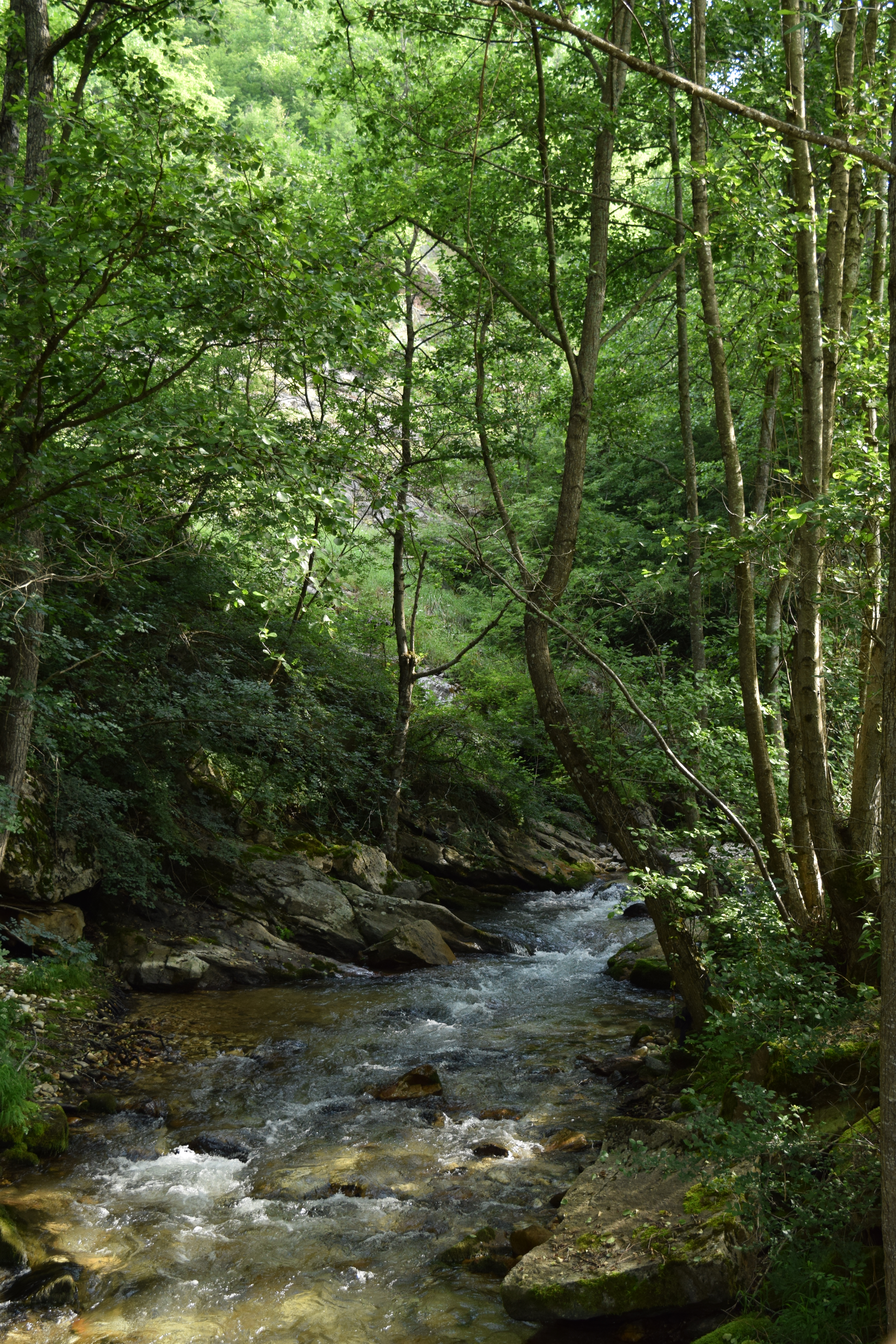

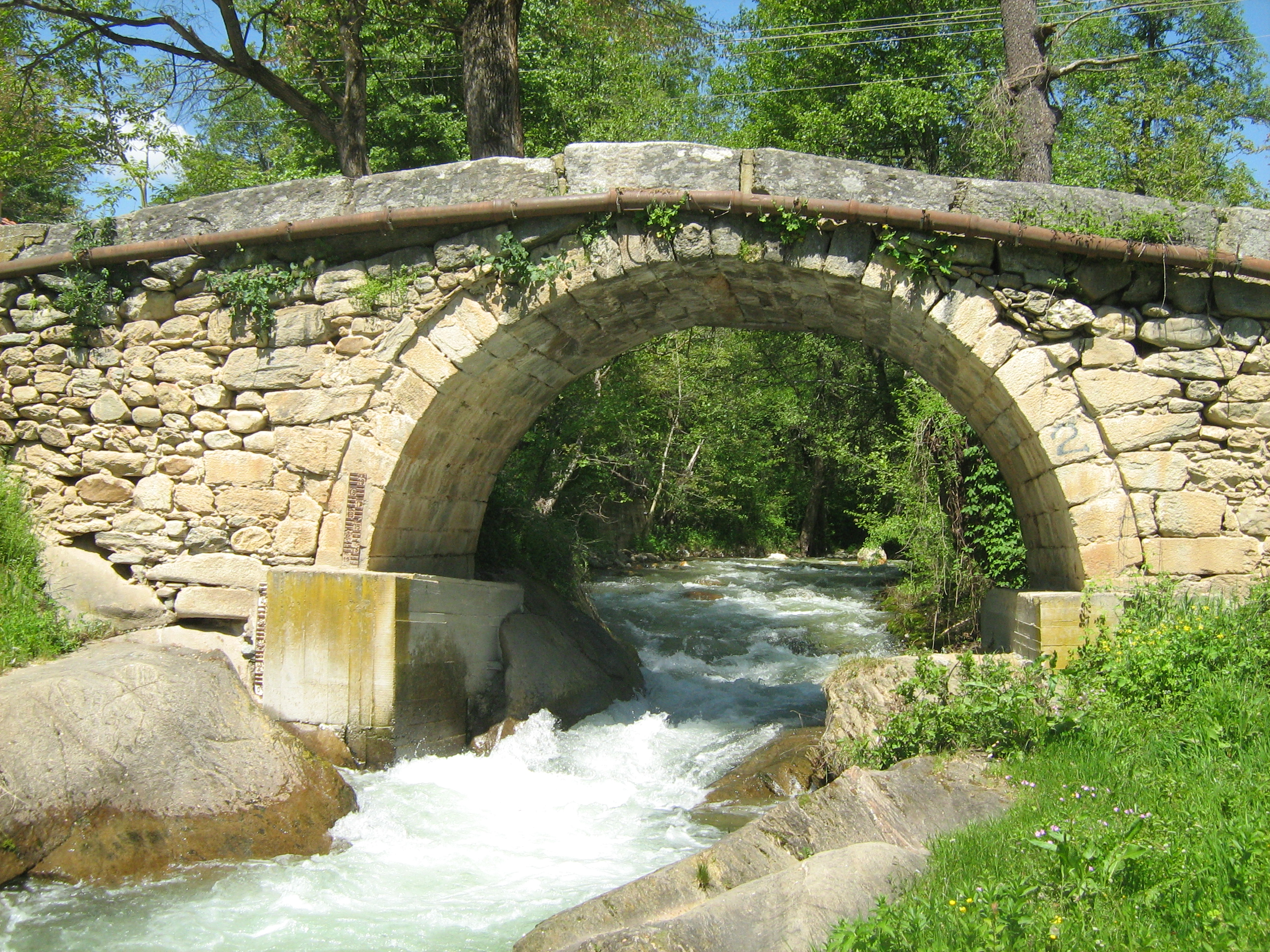
Римський міст через річку Бабуна біля входу в село Богомила
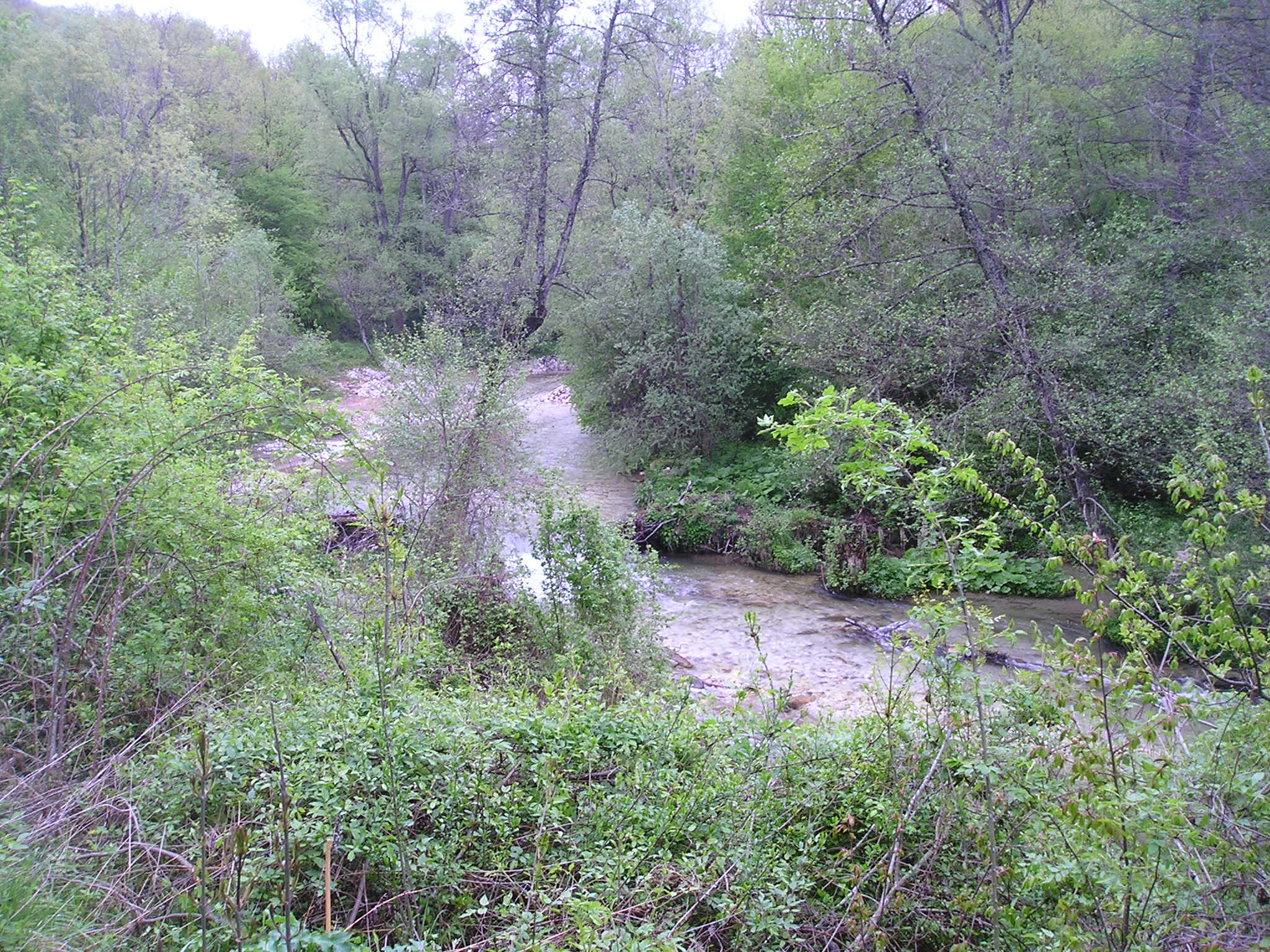
Верхнє русло річки Бабуна, по дорозі Богомила - Папрадіште
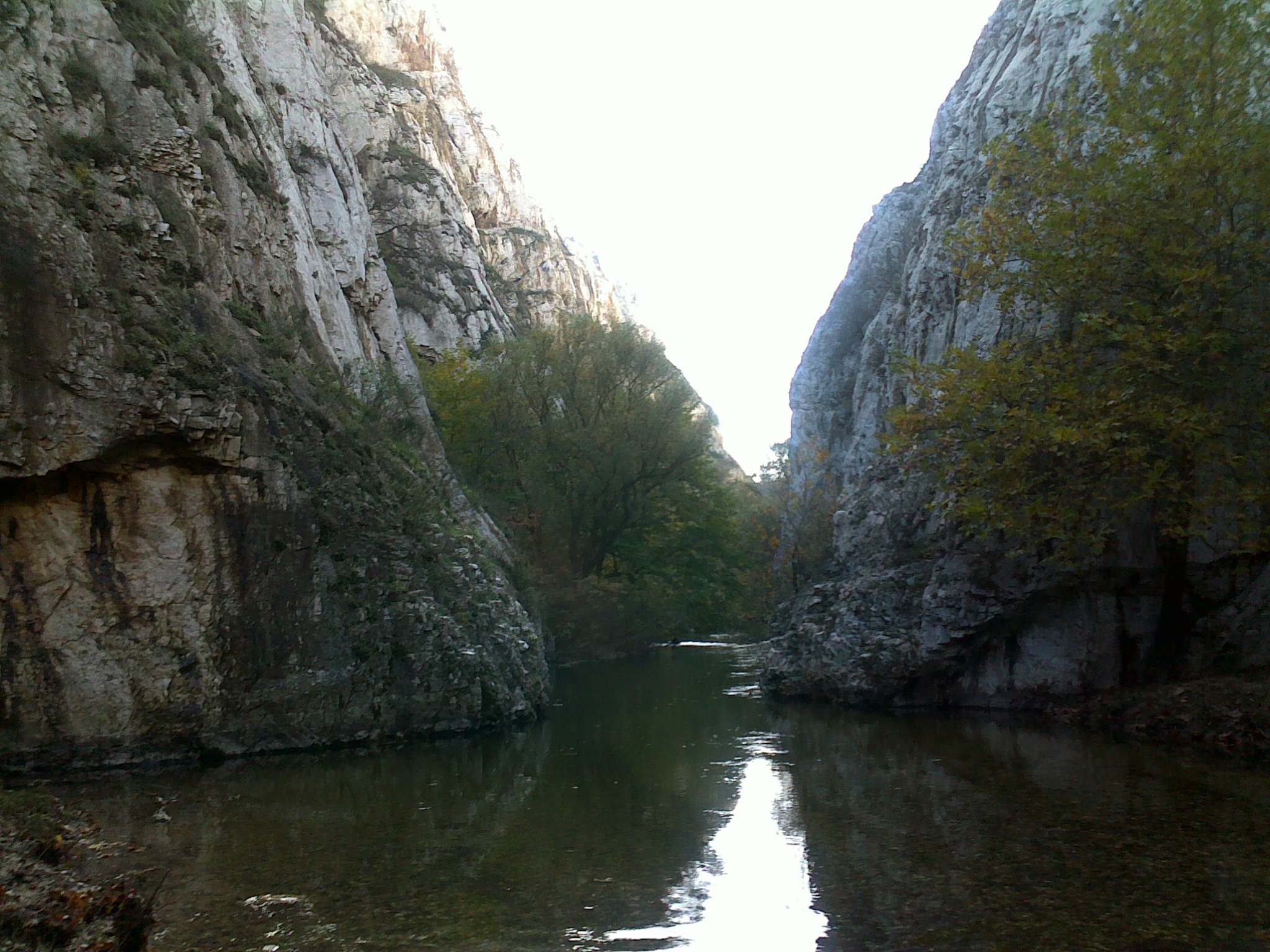
Ущелина Пешті на річці Бабуна
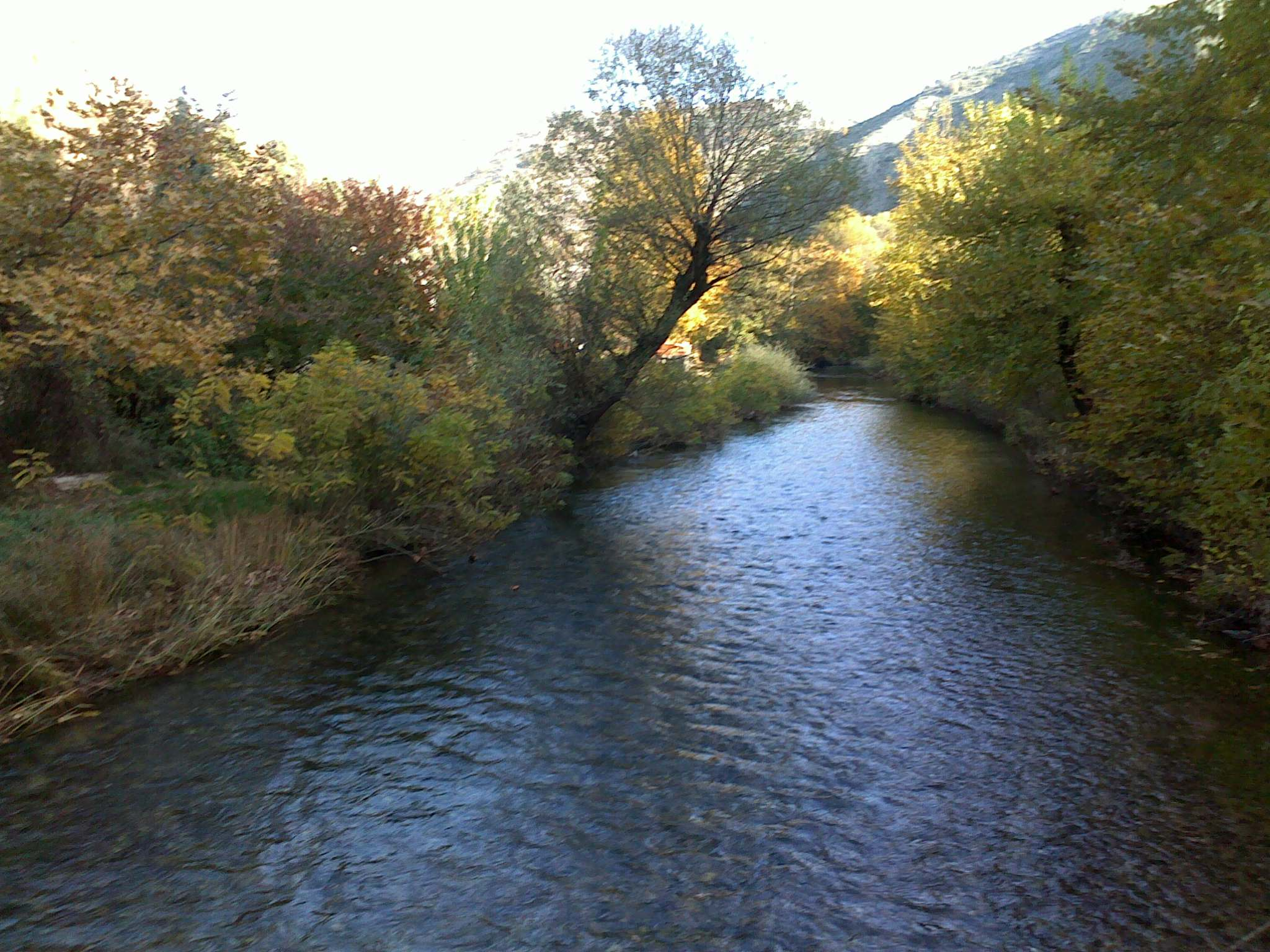
Нижня течія річки Бабуна біля ущелини Пешті
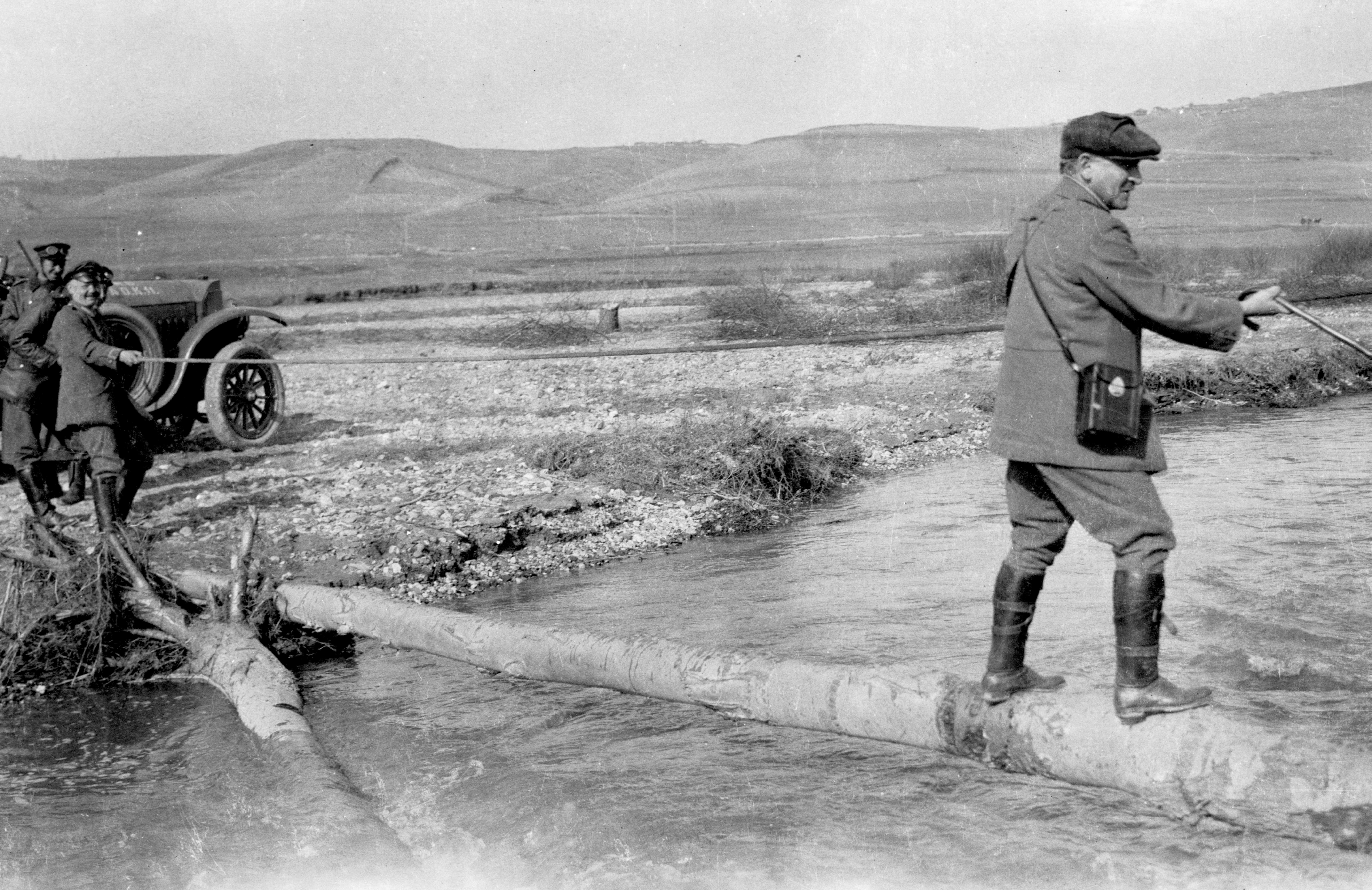
Перетинання Бабуни з деревом та мотузкою, 1915 рік
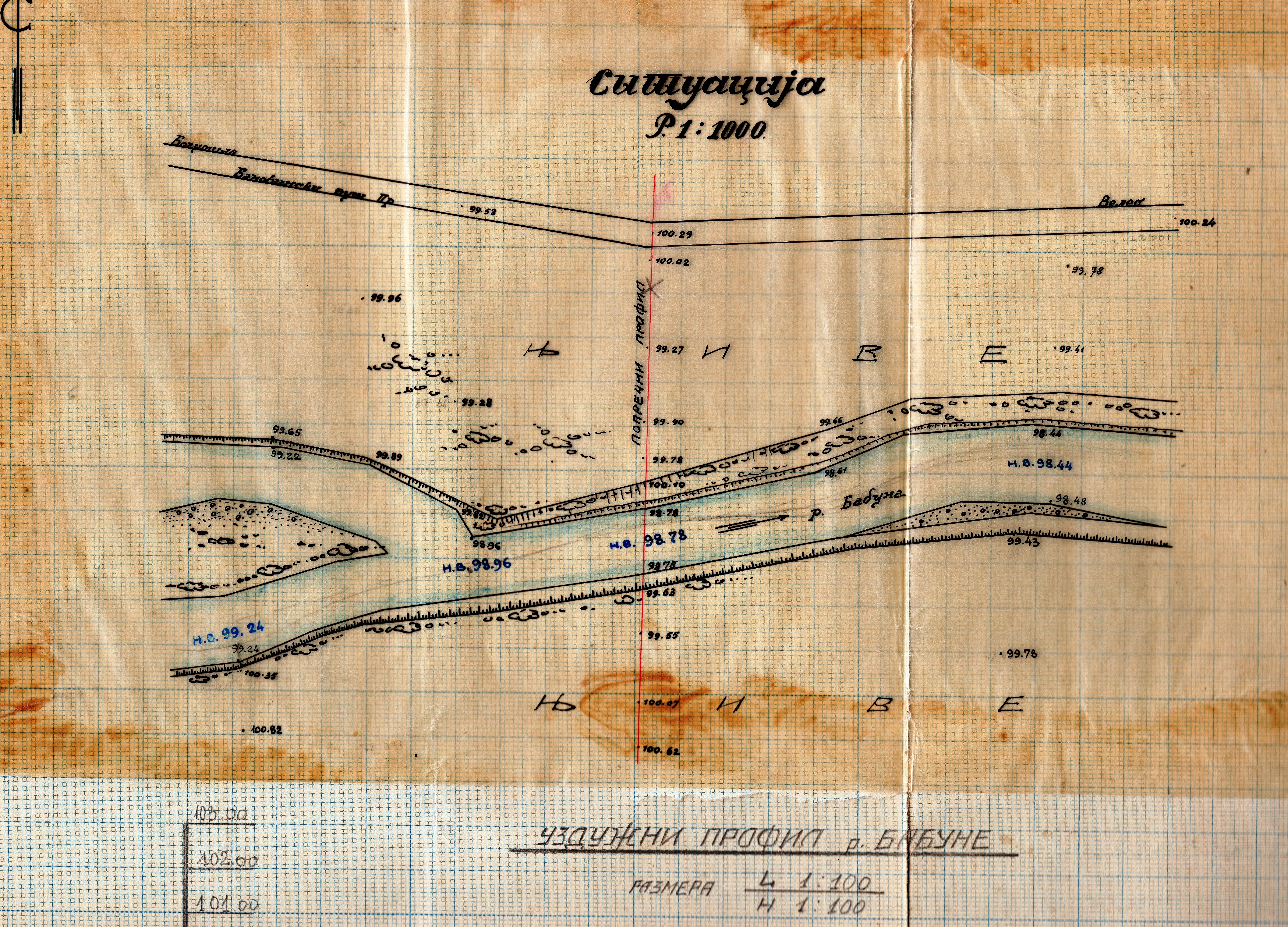
Ескіз проектованого мосту на річці Бабуна, поблизу села Оморани, 1938 рік.

Річка між селами Богомила та Нежилово